# Miroslav Hule
Miroslav Hule (* 9. září 1946 Zliv) je český spisovatel, básník, prozaik a nakladatel.

## Život
Narodil se ve Zlivi v rodině zedníka. Zde navštěvoval místní základní školu. Ve volných chvílích se věnoval fotbalu a na přilehlých rybnících pytláckému umění. Zde získal svůj hluboký vztah k přírodě a rybařině. V letech 1961-1965 studoval Střední průmyslovou školu stavební v Českých Budějovicích. Ve studiu pokračoval dále na ČVUT v Praze obor vodní hospodářství. V roce 1969 byl na půlročním studijním pobytu ve Velké Británii. Po vysokoškolském studiu se vrátil do rodných Jižních Čech a byl zaměstnán jako projektant-vodohospodář ve Státním rybářství Třeboň (dnešní Rybářství Třeboň a.s.). Zde se podílel na úpravách, rekonstrukcích a údržbách děl velkých rybníkářských mistrů, jako jsou Štěpánek Netolický, Jakub Krčín z Jelčan a Sedlčan nebo Mikuláš Ruthard z Malešova. K takovým úpravám a citlivým rekonstrukcím bylo potřeba pečlivé studium postupů a praktik využívaných při výstavbě rybničních soustav. Studiem získal nepřeberné množství zkušeností v této oblasti jak po stránce historické tak i praktické, a tématu rybářství a rybníkářství se Miroslav Hule věnuje prakticky dodnes. Od roku 1986 byl ekologickým pracovníkem Chráněné krajinné oblasti Třeboňsko. V roce 1990 se stal ředitelem Nakladatelství Růže v Českých Budějovicích a zároveň byl zvolen předsedou Klubu spisovatelů jižních Čech. Roku 1992 se stal členem PEN klubu. Téhož roku založil nakladatelství a knihkupectví CARPIO (latinsky kapr) v Třeboni. Po rozvodu se svou první manželkou Marcelou se v roce 1986 přestěhoval ke své druhé manželce Monice do obce Lužnice (část obce Lomnice nad Lužnicí); kde v letech 1994-1996 vykonával funkci starosty. Díky svým celoživotním zkušenostem v oboru rybářství se v roce 2008 stal odborným poradcem ve společnosti AGRICO s.r.o., kde se podílel na vývoji nových výrobků a technologií pro produkční rybářské společnosti. Přátelí se s velkými literáty mj. s Michalem Vieweghem, Ivanem Klímou, Jiřím Stránským a dalšími. V současnosti kromě literární činnosti velmi poutavě přednáší v Třeboni historii rybářství a rybníkářství.

## Dílo
Svoji literární tvorbu zahájil na střední škole, kde debutoval v časopise Divoké víno. Dále přispíval do Tvorby, Mladého světa, Literárního měsíčníku, Zemědělských novin, Mladé fronty, Jihočeské pravdy, Rudého práva, Dikobrazu, Obrany lidu, Práva, Českobudějovických listů a Lidových novin. Spolupracoval taktéž s Československým rozhlasem a Českou televizí.
Jaromír Tomeček jej označil jako svého pokračovatele, jenž má skácelovkou poetiku a navíc je důvěrným znalcem přírody.

### Beletrie
- Ryby v síti noci (1979)
- Líbaný mariáš (1983)
- O štěstí rybářském (1984)
- S básníkem tančit se zapovídá (1986)
- Přítulná svízel (1988)
- O štěstí rybářském a pytláckém (1992)
- Pytlácké a lovecké příběhy (1998)
- Říkali mu Vydra (1999)
- Namlouvání (1999)
- Rybníkářství na Třeboňsku. Historický průvodce (2000)
- Vesnický dekameron (2003)
- Rožmberkův Krčín a Krčínův Rožmberk (2004)
- 99 milostných SMS (2004)
- Šumavou za Adalbertem Stifterem (2005)
- Průvodce po rybnících, památkách a hospůdkách Třeboňska (2005)
- Brony a já. Příběh děvčátka a koně (2007)
- Pozdní sběr (2008)
- Rybníkářství na Jindřichohradecku (2012)
- Povídky o rybách a lidech (2013)
- Ještě pět prstů ... (2016)

### Spoluautorství
- Pozvání do krajiny (1975) – sbírky mladé literatury
- Rosný bod (1976) – sbírky mladé literatury
- Kupte si štěstí v bazaru (1983) – antologie české humoristické poezie
- Literatura a krajina (1996)
- Měsíc ve dne (2002) – povídky jihočeských autorů
- Střídavě jasno (2003) – povídky
- Báseň mého srdce (2005)
- Ryby podle baštýřek z Třeboňska (1997) – 525 originálních receptů (spoluautor František Kubů)
- Třeboň (2001) – fotografická publikace (spoluautorství s Miroslavem Krobem, Miroslavem Krobem jr., Jiřinou Psíkovou a Václavem Ramešem)
- Průvodce lázeňského hosta Třeboní (2006) (spoluautorství s Markem Zemanem)
- Stráž nad Nežárkou (2002) – historie města do roku 2002, uspořádal a vydal (s fotografem Borisem Procházkou)
- Rybáři na Třeboňsku (2010) (s fotografem Jaroslavem Kučerou)

### Filmové scénáře
- Otec českého kapra (2001)
- Paměť vody aneb Odkaz Jakuba Krčína (2005)
- Vojtěch, řečený sirotek (1989), režie: Zdeněk Tyc, scénář: Jiří Soukup (M. Hule působil jako klíčový poradce při natáčení tohoto skvělého filmu)

## Literární spolky a ocenění
Byl jedním ze zakladatelů Jihočeského klubu Obce spisovatelů, jehož byl v letech 2000-2001 předsedou. Je členem Obce spisovatelů. V roce 1992 se stal členem mezinárodního sdružení PEN klub.